# Юлленборг
Юлленборг (тж. Гилленборг; швед. Gyllenborg) – шведский дворянский род, давший Швеции значительное число политических деятелей и литераторов. 
Его родоначальником является Иоганн Волимхаус (ум. 1620), который в начале XVII в. был бургомистром города Кёнигзее в немецком княжестве Шварцбург-Рудольштадт. Его сын Симон (ум. 1658) прибыл в Швецию в 1624 году и осел в Уппсале, занявшись аптекарским делом. Оба сына Симона сделались впоследствии членами шведского риксрода и получили дворянство: Якоб под именем Юлленборг (1680), а Андерс под именем Лейонстедт (1686). Якоб Юлленборг 18 марта 1689 года был возведён в бароны, а 22 августа 1695 года ему был дарован титул графа. 

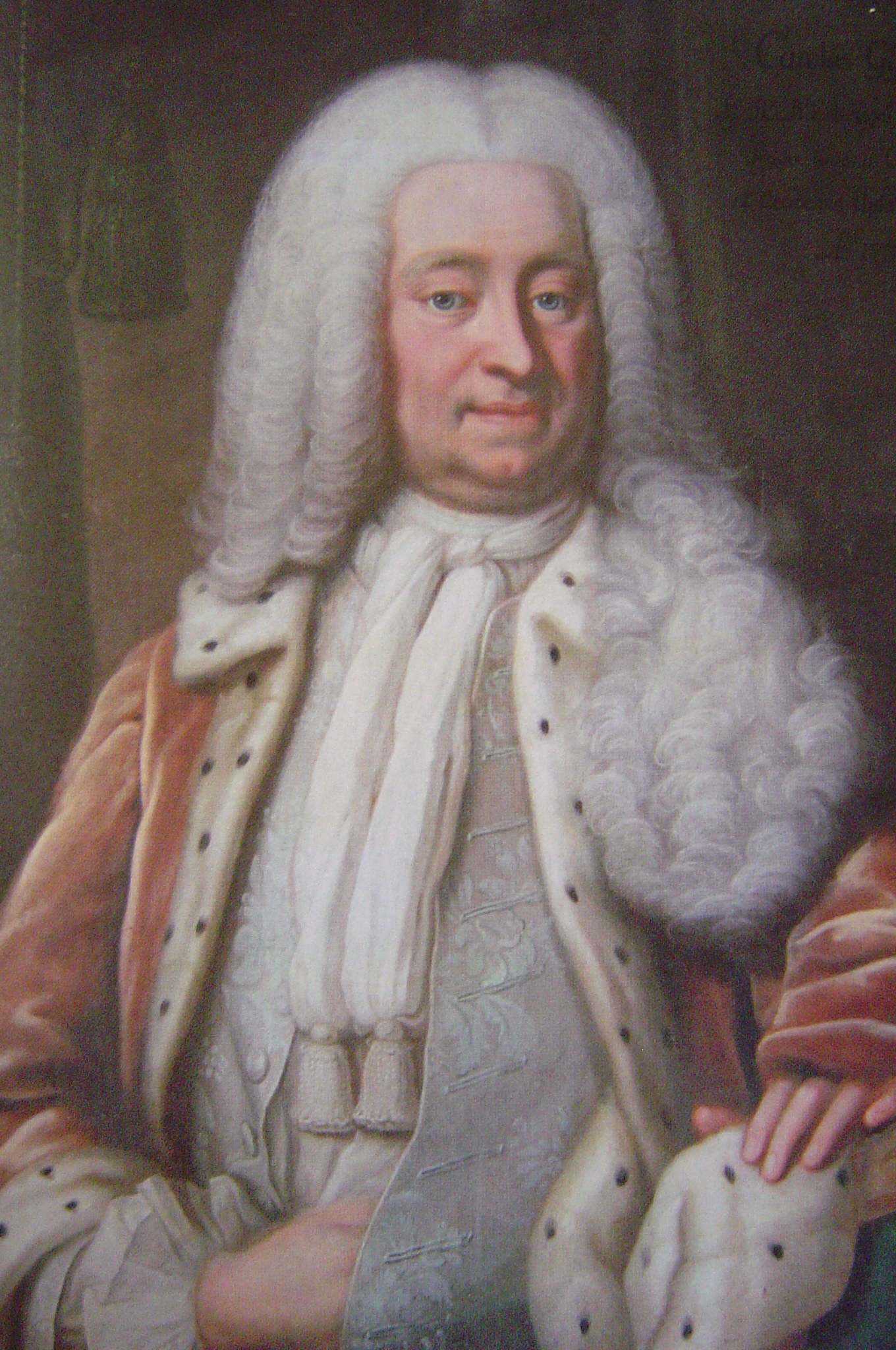
Карл Юлленборг
(1679-1746)

Мужская линия рода пресеклась в 1863 году.
Наиболее известным у нас представителем рода является Карл Юлленборг (1679-1746), возглавлявший партию «шляп» и активно выступавший за реваншистскую войну с Россией.

## Наиболее известные представители рода
- Якоб Юлленборг (1648-1701) – государственный деятель, королевский советник.
- Улоф Юлленборг (1676-1737) – ландсхёвдинг Эльвсборгского и Нючёпингского ленов, друг короля Фредрика I, поэт.
- Карл Юлленборг (1679-1746) – дипломат, политический деятель, лидер партии «шляп», писатель.
- Юхан Юлленборг (1682-1752) – член риксрода, канцлер Лундского университета.
- Фредрик Юлленборг (1698-1759) – президент Берг-коллегии, активный сторонник партии «шляп».
- Хеннинг Адольф Юлленборг (1713-1775) – член риксрода, сторонник партии «шляп».
- Густав Фредрик Юлленборг (1731-1808) – поэт, член шведской Академии словесности.
- Юхан Хеннинг Юлленборг (1756-1830) – ландсхёвдинг Стокгольмского лена.
- Фредрик Юлленборг (1767-1829) – статс-министр юстиции.